# إدارة حكومية دولية
الإدارة الحكومية الدولية هو اتفاق مكتوب بين حكومة وأخرى، حيث تعالج تلك الاتفاقات دائمًا توزيع التمويل والموارد غير المالية الأخرى على المؤسسات الفردية أو الاختصاصات الحكومية، وتتعامل تلك الاتفاقات مع الإدارة وتوجيه تلك التمويلات أو الموارد غير المالية.